# Luuanda
Luuanda é um livro de contos do escritor luso-angolano José Luandino Vieira publicado em 1963 pela editora Edições 70 em Lisboa. Este livro é constituido por três estórias: "Vavó Xíxi e seu neto Zeca Santos", "A estória do ladrão e do papagaio" e "A estória da galinha e do ovo".
Luuanda é uma obra histórica, vista como um autêntico livro de rutura com a norma portuguesa na literatura angolana. Pelo seu cariz inovador, mereceu o reconhecimento geral e foi galardoado com dois importantes prémios - 1º Prémio D. Maria José Abrantes Mota Veiga, atribuído em Luanda em 1964, e o 1º Prémio do Grande Prémio da Novelística, atribuído pela Sociedade Portuguesa de Escritores, em Lisboa, em 1965. A publicação do livro causou uma grande polémica e represálias na época salazarista. Luuanda é considerada pelo presidente da Associação Portuguesa de Escritores (APE) José Manuel Mendes "Uma das obras, sem dúvida, maiores da literatura portuguesa".

## Traços principais
As estórias de Luuanda dão-nos a conhecer o espaço angolano no período colonial tardio. Retratam o quotidiano dos musseques luandenses; as histórias das famílias, o ambiente caótico, de confusão que a própria arquitectura dos musseques representa. A relação entre os pretos e os brancos, novos e velhos, comportamentos e ideias, vêm marcar o início do establecimento de uma norma angolana, distinta da norma portuguesa, na escrita e representação cultural. Tudo o que é retratado reflete a imagem do dia-a-dia do povo, sendo os mais velhos vistos como os sábios e os mais novos como os que ainda estão a aprender.
Para finalmente ser dada a voz aos angolanos, as estórias são uma mistura de português e inúmeras palavras e expressões em quimbundo. Só falando a mesma língua dos musseques, o texto teria acesso aos seus habitantes e seria apreciado na linguagem do povo.
Luuanda mostra-nos também a influência do português colonizador, sendo o português a língua de prestígio, utilizada pelas classes sociais mais altas, como patrões e administradores portugueses, e o quimbundo sendo a língua falada pelo povo do musseque nos seus contos e conversas. Para além desta nova linguagem, a comunidade de Luanda é representada também através de crenças e ensinamentos, sendo a verdade o povo angolano e a mentira representada pela implantação da lei português, o antigo crioulismo e o racismo existente nos tempos modernos.

## Resumo das três estórias
O primeiro conto do livro, "Vavó Xíxi e Seu Neto Zeca Santos", reconstitui a vida difícil de uma mulher idosa que vive com seu neto numa cubata, que procura comida no lixo e come raizes de plantas para não passar fome, e não vê perspetivas para sair daquela situação de miséria extrema. Sem conscientização política, sem identificar no colonizador os inimigos de sua classe social, a avó e o neto vivem ao desamparo, a sós, sem esperança de mudança.
"A Estória do Ladrão e do Papagaio" relata o encontro de três marginalizados (dois angolanos e um cabo-verdiano) na cadeia: Xico Futa, aquele que sabe das coisas, Garrido Fernandes, aleijado de paralisia, e Lomelino dos Reis, que tem mulher e dois filhos e rouba patos porque não lhe autorizam trabalho honrado. Os três descobrem o valor da solidariedade para escapar da situação desesperadora em que vivem.
E finalmente a terceira e última história, "Estória da Galinha e do Ovo" ", tem como motor a disputa entre duas vizinhas - nga Bina e nga Zefa - pela posse de um ovo. Posto pela galinha Cabíri, que pertence a nga Zefa, no quintal de nga Bina, que está grávida e tem o marido preso, o ovo é reivindicado por ambas, que alegam seu direito sobre ele. A solução do conflito se dá com a interferência de duas crianças - Beto e Xico - que, imitando o cantar de um galo, fazem com que Cabíri fuja das mãos de policiais que haviam sido chamados para intervir no caso e que pretendiam levar vantagem na situação. Depois disso, nga Zefa resolve abrir mão do ovo e oferecê-lo a nga Bina.

## Temas e simbolismo
O livro retrata, em suas três narrativas, a vida nos musseques angolanos - bairros pobres de Luanda em que o autor viveu. Nessas histórias, a oralidade recria a linguagem e a vida real, descortinando o cotidiano e aproximando o leitor das personagens, cultural e linguísticamente.
Os contos têm em comum a questão da subsistência: no primeiro, um jovem tem que procurar emprego para que ele e sua avó não passem fome; no segundo, três homens se associam em roubos; e no último, o facto de uma galinha ter posto o ovo na casa ao lado causa uma discussão entre as vizinhas sobre quem deve ficar com o ovo.
Como Margarida Calafate Ribeiro, que entrevistou o autor sobre o seu livro, escreveu, "Luuanda ganhou um lugar tanto na história portuguesa como na angolana como um momento-chave do enfrentamento. A sua comemoração envolve, para nós, a partilha da história de Luuanda por José Luandino Vieira".

### "Vavó Xixí e seu neto Zeca Santos"
A história da Vavó Xixí foi escrita quando Luandino estava na prisão, e é também a sua história preferida das três do livro. Este texto "conta-nos uma história dramática sobre fome e vaidade adolescente", diz Luandino Vieira durante uma entrevista. O conto é comparado à história da Cigarra e da Formiga por Pires Laranjeira, sendo a Vavó Xixí a formiga trabalhadora e Zeca Santos, o seu neto, a cigarra vaidosa e perguiçosa. Vavó Xíxi é a imagem da beleza e da força de Luanda e de quem tomou conta do seu neto Zeca Santos "que só quer sobreviver, comer bem, vestir roupas boas, e se apaixonar".

### "A Estória do Ladrão e do Papagaio"
O autor começou a escrever a estória sobre o ladrão dos patos, que inicialmente era para ser um romance, depois de se dar conta de que todos mentiam sobre tudo e mais alguma coisa e também das verdadeiras razões das pessoas serem aprisionadas. A ideia para o começo do conto surgiu-lhe à chegada de um homem aleijado à prisão, quando lhe disseram que a razão de este estar na prisão era por roubar patos, o que, no entanto, não era a verdadeira razão. Xiko Futa, uma das personagens principais desta estória, é aquele que já descobriu o que está por trás das injustiças do mundo, a razão de uns poucos terem tanto e a imensa maioria não ter nada, e que não tem nenhuma responsabilidade nisso, sendo tudo culpa dos homens, já que um nunca se satisfaz com o que tem e sempre quer mais à custa da miséria alheia. É quem fala por metáforas ou parábolas.

### "A Estória da Galinha e do Ovo"
Luanda é também representada pelas mulheres dos musseques que discutem sobre o roubo de um ovo, apenas acabando por concordar que o seu desaparecimento tem a ver com as autoridades portuguesas, que também iriam roubar a galinha. Este é o conto da "Galinha e do Ovo", que nos remete ao cliché de quem é que veio primeiro? A galinha ou o ovo? A moral desta estória é claramente política. Como o pelo próprio autor pergunta, "A quem pertence um ovo, que pertence a uma galinha que vadia de jardim para jardim?" A procura de resposta para tal pergunta leva-nos a uma outra: quem é que é o dono das riquezas de Angola? A tentativa da polícia de roubar a galinha aos habitantes do musseque revela que os portugueses não só querem o produto mas também a fonte das riquezas de Angola.